# Distoneura interrupta
Distoneura interrupta är en fjärilsart som beskrevs av Karl Grünberg 1910. Distoneura interrupta ingår i släktet Distoneura och familjen mätare. Inga underarter finns listade i Catalogue of Life.